# 商都公園
商都公園是一個河南省商丘市睢陽區部分建設中的公園，位於南京路以北、凱旋路以西、凱悅路以南、商桐加工廠和淮海駕校圍牆以東，康林河、忠民河與周商永運河三河交匯於此。目前僅東南一隅對公眾開放。